# ريبلي (مسيسيبي)
ريبلي (بالإنجليزية: Ripley, Mississippi)‏ هي مدينة تقع في الولايات المتحدة في مقاطعة تيباه. يقدر عدد سكانها بـ 5,478 نسمة ومساحتها 29.9 كم2 وترتفع عن سطح البحر 152 متر.

## التركيبة السكانية
حدّد مكتب تعداد الولايات المتحدة بيانات التركيبة السكانية لريبلي في تعداد الولايات المتحدة. في ما يلي، التركيبة السكانية حسب تعدادي 2000 و2010.

### تعداد عام 2000
بلغ عدد سكان ريبلي 5,478 نسمة بحسب تعداد عام 2000، وبلغ عدد الأسر 2,174 أسرة وعدد العائلات 1,441 عائلة مقيمة في المدينة. في حين سجلت الكثافة السكانية 184.6 نسمة لكل كيلومتر مربع (478.1/ميل2). وبلغ عدد الوحدات السكنية 2,334 وحدة بمتوسط كثافة قدره 78.7 لكل كيلومتر مربع (203.8/ميل2).
وتوزع التركيب العرقي للمدينة بنسبة 75.65% من البيض و19.90% من الأمريكيين الأفارقة و0.22% من الأمريكيين الأصليين و0.20% من الأمريكيين ذوي الأصول الآسيوية و0.02% من سكان جزر المحيط الهادئ و3.34% من الأعراق الأخرى و0.68% من عرقين مختلطين أو أكثر و4.91% من الهسبانيون أو اللاتينيون من أي عرق.
بلغ عدد الأسر 2,174 أسرة كانت نسبة 35.8% منها لديها أطفال تحت سن الثامنة عشر تعيش معهم، وبلغت نسبة الأزواج القاطنين مع بعضهم البعض 47% من أصل المجموع الكلي للأسر، ونسبة 15.2% من الأسر كان لديها معيلات من الإناث دون وجود شريك،  بينما كانت نسبة 4.1% من الأسر لديها معيلون من الذكور دون وجود شريكة وكانت نسبة 33.7% من غير العائلات. تألفت نسبة 30.5% من أصل جميع الأسر من عدة أفراد يعيشون في نفس المنزل ونسبة 14.4% كانت تتألف من شخص يعيش بمفرده يبلغ من العمر 65 عاماً أو أكثر. وبلغ متوسط حجم الأسرة المعيشية 2.41، أما متوسط حجم العائلات فبلغ 2.99.
بلغ العمر الوسطي للسكان 36.1 عاماً. وكانت نسبة 24.4% من القاطنين تحت سن الثامنة عشر، وكانت نسبة 10.6% بين الثامنة عشر والرابعة والعشرين عاماً، ونسبة 26% كانت واقعةً في الفئة العمرية ما بين الخامسة والعشرين والرابعة والأربعين عاماً، ونسبة 20.2% كانت ما بين الخامسة والأربعين والرابعة والستين، ونسبة 14.3% كانت ضمن فئة الخامسة والستين عاماً فما فوق. يوجد لكل 100 أنثى 86.5 ذكر، ويوجد لكل 100 أنثى في الثامنة عشر من عمرها فما فوق 83.0 ذكر.
بلغ متوسط دخل الأسرة في المدينة 25,728 دولارًا، أما متوسط دخل العائلة فبلغ 31,174 دولارًا. وكان متوسط دخل الذكور 26,275 دولارًا مقابل 20,160 دولارًا للإناث. وسجل دخل الفرد الخاص بالمدينة 12,979 دولارًا. وكانت نسبة 18.3% من العائلات ونسبة 21% من السكان تحت خط الفقر، وكان من هؤلاء نسبة 27.8% تحت سن الثامنة عشر ونسبة 21.9% في الخامسة والستين من العمر وما فوق.

### تعداد عام 2010
بلغ عدد سكان ريبلي 5,395 نسمة بحسب تعداد عام 2010، وبلغ عدد الأسر 2,132 أسرة وعدد العائلات 1,392 عائلة مقيمة في المدينة. في حين سجلت الكثافة السكانية 181.8 نسمة لكل كيلومتر مربع (470.9/ميل2). وبلغ عدد الوحدات السكنية 2,386 وحدة بمتوسط كثافة قدره 80.4 لكل كيلومتر مربع (208.2/ميل2).
وتوزع التركيب العرقي للمدينة بنسبة 69.14% من البيض و22.91% من الأمريكيين الأفارقة و0.32% من الأمريكيين الأصليين و0.17% من الأمريكيين ذوي الأصول الآسيوية و0.02% من سكان جزر المحيط الهادئ و5.39% من الأعراق الأخرى و2.06% من عرقين مختلطين أو أكثر و11.51% من الهسبانيون أو اللاتينيون من أي عرق.
بلغ عدد الأسر 2,132 أسرة كانت نسبة 33.8% منها لديها أطفال تحت سن الثامنة عشر تعيش معهم، وبلغت نسبة الأزواج القاطنين مع بعضهم البعض 43.8% من أصل المجموع الكلي للأسر، ونسبة 16.5% من الأسر كان لديها معيلات من الإناث دون وجود شريك،  بينما كانت نسبة 5% من الأسر لديها معيلون من الذكور دون وجود شريكة وكانت نسبة 34.7% من غير العائلات. تألفت نسبة 31.4% من أصل جميع الأسر من عدة أفراد يعيشون في نفس المنزل ونسبة 15.2% كانت تتألف من شخص يعيش بمفرده يبلغ من العمر 65 عاماً أو أكثر. وبلغ متوسط حجم الأسرة المعيشية 2.49، أما متوسط حجم العائلات فبلغ 3.13.
بلغ العمر الوسطي للسكان 37.2 عاماً. وكانت نسبة 26.2% من القاطنين تحت سن الثامنة عشر، وكانت نسبة 8.1% بين الثامنة عشر والرابعة والعشرين عاماً، ونسبة 25.5% كانت واقعةً في الفئة العمرية ما بين الخامسة والعشرين والرابعة والأربعين عاماً، ونسبة 23% كانت ما بين الخامسة والأربعين والرابعة والستين، ونسبة 17.1% كانت ضمن فئة الخامسة والستين عاماً فما فوق. وتوزع التركيب الجنسي للسكان بنسبة 47.2% ذكور و52.8% إناث.

## أعلام
- جون فولكنير
- جيم ميلر
- دوللي ستارك
- كارول روبرسون
- كيندال سيمونز